# عناق دافئ (رواية)
عناق دافئ  (بالإنجليزية: Sweet Caress)‏ هي رواية للكاتب البريطاني ويليام بويد، نشرت عام 2015، عن دار نشر بلومزبري.